# La residencia
La residencia, conocida internacionalmente como The Finishing School o The House That Screamed, es una película española de suspense y terror dirigida por Narciso Ibáñez Serrador en 1969. Supuso el debut en el cine del realizador tras años de éxitos con programas de televisión como Mañana puede ser verdad e Historias para no dormir. El elenco de la película está encabezado por Lilli Palmer, Cristina Galbó, John Moulder-Brown, Mary Maude y Cándida Losada. Basado en una historia de Juan Tebar el guion está firmado por Luis Peñafiel, seudónimo como escritor de Ibáñez Serrador.

## Sinopsis
Ambientada en la década de 1890, la narración comienza con la llegada de Teresa (Cristina Galbó), en un carruaje tirado por caballos, a una lujosa y cara residencia de señoritas. El edificio, ubicado en una zona indeterminada de Francia, es lúgubre y aislado. En realidad se trata de un reformatorio juvenil que acoge a muchachas de entre 15 y 21 años con problemáticas de diversos orígenes: familias desestructuradas, ser hijas de madres solteras o presentar actitudes rebeldes.

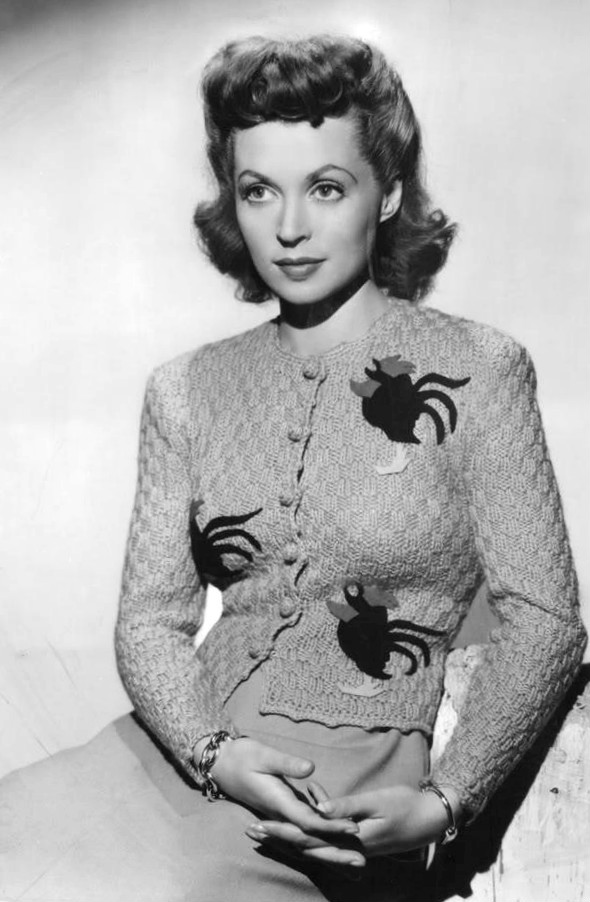
Lilli Palmer encabeza el reparto internacional de la película

La residencia está dirigida con mano de hierro y métodos estrictos por Madame Fourneau (Lilli Palmer) quien, bajo la apariencia de una sobria educación y refinamiento, encubre su desprecio hacia sus "descarriadas" pupilas. En su trabajo está apoyada por Mademoiselle Desprez (Cándida Losada), su segunda de a bordo, y varias profesoras de materias como cocina, jardinería o costura.

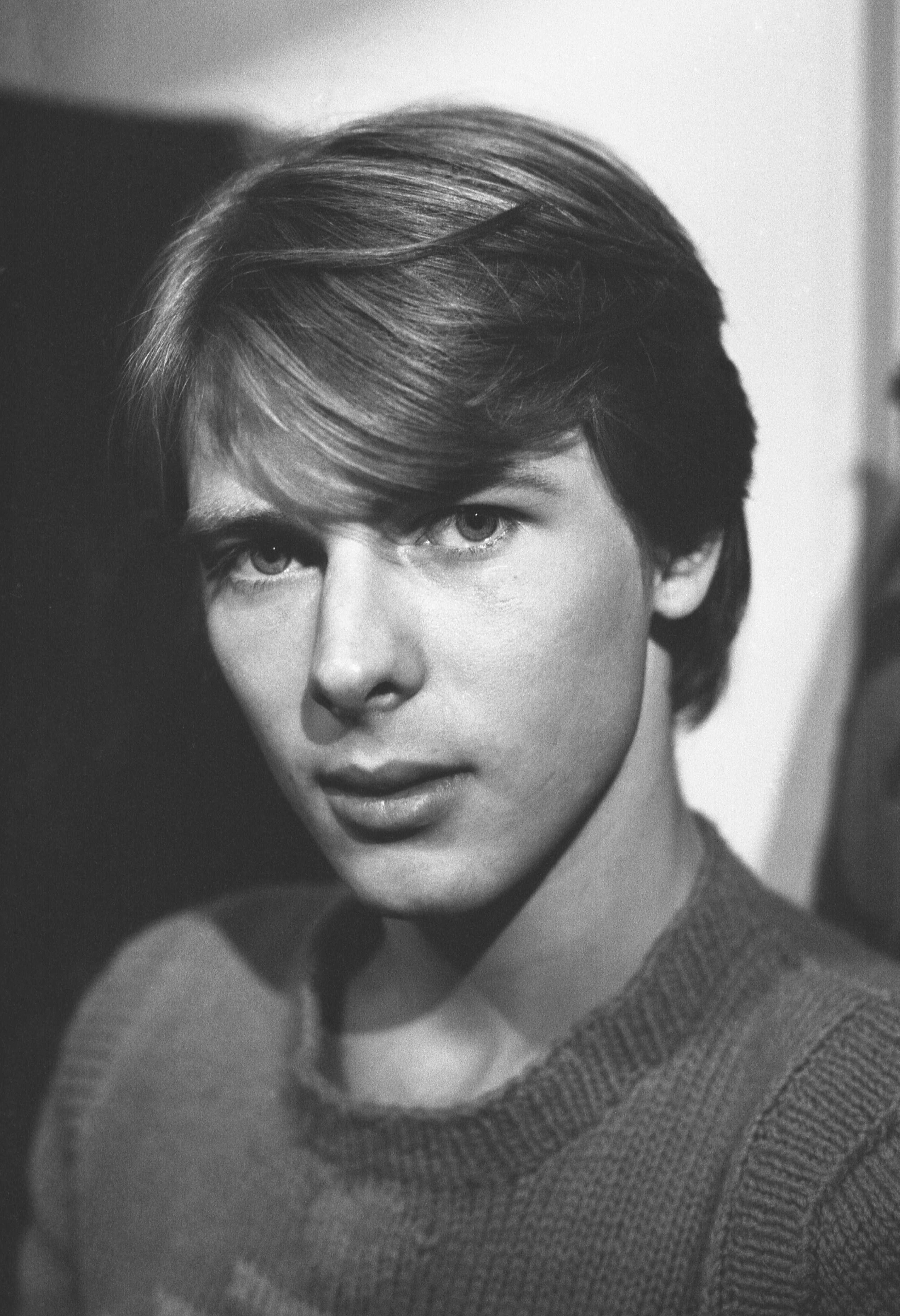
John Moulder-Brown encarna a Luis, el sobreprotegido hijo de la directora de la institución, Madame Fourneau (Lilli Palmer)

Teresa va conociendo al grupo de internas y profesoras. Pronto se da cuenta de que sólo se encuentran mujeres con la excepción del hijo de la directora, Luis (John Moulder-Brown), un adolescente enfermizo y sobreprotegido por su madre, y un escaso personal masculino dedicado a tareas de mantenimiento o reposición de suministros. Poco a poco Teresa descubre que la residencia es un universo cerrado marcado por una asfixiante represión sexual que propicia implícitas relaciones enfermizas e insanas, incluyendo un lesbianismo soterrado con tendencia sadomasoquista. Muestra de este ambiente es que, pese a la expresa prohibición de su progenitora de no contactar nunca con las internas, Luis espía continuamente a las muchachas en las clases o por los jardines. Conoce todos los recovecos del lugar y, a raíz de un accidente sucedido cerca de las duchas, conoce a Teresa y traba amistad ella.
Para controlar a las muchachas Madame Fourneau delega responsabilidades en Irene (Mary Maude) una joven interna, de carácter sádico, que goza de su plena confianza y tiene la llave que permite el acceso y la salida del edificio. Al descubrir Irene la naciente amistad entre Teresa y Luis no duda, amenazándola con delatarla, en torturarla moralmente por placer en presencia de dos muchachas que actúan como secuaces. Estas prácticas también las hace con el resto de las internas, valiéndose del poder que le da ser la mano derecha de la directora. Irene gusta de martirizar a otras alumnas o la fuerza a participar en morbosos juegos de tinte sexual, desplegando una red de corrupción que utiliza alternativamente premios y castigos para reforzar su posición de poder. Pero esta situación no llega a conocimiento de la directora que no llega a percatarse en ningún momento.
Asustada por la situación en la que se encuentra, tras haber sido acosada por Irene, Teresa planea su fuga del centro en plena noche. Ya en anteriores ocasiones otras internas lo lograron pero, como respuesta, la directora decidió inutilizar las ventanas para que no pudieran abrirse y todas las puertas son cerradas con llave a la noche. Pese a todo Teresa planea su escapada, arrojando sus escasas pertenencias al exterior por la ventana del dormitorio común, y acude a despedirse de Luis a su cuarto. El chico, entristecido por la decisión que ha tomado Teresa, le ofrece su apoyo emocional y una pequeña ayuda económica. Pero Irene, al descubrir el plan de fuga de Teresa, decide salir con su llave al exterior de la residencia para abordarla cuando intente escapar con la intención de denunciarla a la directora. Cuando Teresa se encuentra en la planta baja, a punto de abrir una ventana, es abordada por alguien que la degüella y hace desaparecer su cadáver.
Al conocer Madame Fourneau la desaparición de Teresa, llama a su despacho a Irene para pedirle explicaciones. Esta se defiende afirmando que Teresa nunca salió de la residencia puesto que ella misma estaba en el exterior y, aunque vio la luz de una vela y una silueta, la interna nunca llegó a abrir la puerta o las ventanas ni mucho menos salir al exterior. La desaparición de Teresa es la quinta de una larga serie de desapariciones similares con lo que Irene empieza a sospechar del papel de la directora y su implicación, ya que las familias de las muchachas desaparecidas nunca dieron informaciones de que hubieran aparecido o reclamando saber de ellas. Como respuesta, Fourneau le quita la llave y le retira su confianza.
Irene, al percibir que algo extraño está ocurriendo y no convenciéndole las explicaciones de la directora, planea fugarse de la institución y elabora un plan de fuga que ejecutará al día siguiente. Tras una jornada repleta de tensión Irene investiga por los rincones de la residencia verificando cual es la manera más sencilla de escaparse. Ya de noche, una vez que todas las internas están acostadas, Madame Fourneau reclama la presencia de Irene en su despacho, momento que la interna aprovecha para intentar escapar. Dado que las puertas y ventanas están cerradas Irene decide esconderse en la buhardilla a la espera de que se presente la oportunidad. Pero Madame Fourneau, al escuchar un ruido, accede a la buhardilla. Descubre que Irene ha sido asesinada y sus manos han sido cercenadas. Al entrar en una pequeña recámara al fondo del desván se topa, sobre una mesa de operaciones, con un cuerpo formado por partes cosidas de todas las muchachas que durante los meses anteriores han desaparecido. Presa del shock, la directora oirá de labios de la persona responsable de las muertes qué ha sucedido y qué va a pasar en el futuro.

## Reparto
- Lili Palmer - Madame Fourneau
- Cristina Galbó - Teresa
- John Moulder-Brown - Luis
- Maribel Martín - Isabel
- Mary Maude - Irene
- Cándida Losada - Mademoiselle Desprez
- Tomás Blanco - Pedro Baldie
- Víctor Israel - Brechard
- Teresa Hurtado - Andrea
- María José Valero - Elena
- Conchita Paredes - Susana
- Ana María Mol - Claudia
- María del Carmen Duque - Julia
- Paloma Pagés - Cecilia
- María Elena Arpón - Alumna

## Producción
Producida por Anabel Films, la productora del actor y productor Javier Armet, y contando con un gran presupuesto, algo nada habitual en las producciones españolas de los años sesenta, Ibáñez Serrador adaptó una escabrosa historia de terror gótico escrita por Juan Tebar ambientada en un internado de señoritas. La película crea una atmósfera tensa, claustrofóbica y morbosa que impregna todo el metraje, provocando la sensación de suspense en cada secuencia. El desarrollo de la trama revela como sus protagonistas se ven forzados a actuar como víctimas o verdugos de un sistema represivo (en algún caso ambos papeles a la vez) que, paradójicamente, provoca resultados morales contrarios a los que busca imponer. Es una especie de colmena humana, con la directora en el papel de despótica abeja reina, y una élite de alumnas privilegiadas que actúan como guardianas de las demás, encabezadas por Irene que se aprovechan de su posición. Los pocos hombres presentes actúan cual zánganos en labores auxiliares de la residencia-colmena.
Para evitar la acción de la censura cinematográfica el director optó por eludir la exposición directa, jugando más a sugerir y a permitir que sea el espectador el que deduzca o interprete. No obstante es patente en la película la acción de la censura con cortes claramente perceptibles en el metraje, por ejemplo en el castigo que se inflige a una joven y rebelde alumna al comienzo del metraje o en la escena de las duchas donde las muchachas llevan un camisón transparente. Pese a todo La residencia contiene los dos primeros asesinatos explícitos filmados en cámara lenta de la historia del cine español.
También fue la primera película española rodada en Inglés con la intención de favorecer su explotación comercial apoyado por su reparto internacional, aunque su recepción fuera de España no fue muy destacada. En España logró ser la película más taquillera de su año con casi 3.000.000 de espectadores y 750.000€ de recaudación (al cambio de 2017).
Para el reparto la película contó con un reparto internacional en el que destaca la alemana Lilli Palmer, en el ambiguo y perturbador papel de Madame Fourneau, los ingleses John Moulder-Brown, como su enfermizo y sobreprotegido hijo, y Mary Maude, encarnando a Irene la protegida de la directora. La española Cristina Galbó interpreta a Teresa, la inocente joven que recala sin ella buscarlo en la institución. También aparecen en papeles secundarios Teresa Hurtado y María Gustafson interpretando a dos de las internas. Las dos volverían a trabajar con Ibáñez Serrador en el programa de televisión Un, dos, tres..., la primera como una de las Tacañonas y la segunda como secretaria en la primera etapa (1972-1973) con el nombre de Britt. Teresa Hurtado ya había trabajado con Chicho previamente en Historias para no dormir en el episodio El muñeco (1966).
La banda sonora de la película corrió a cargo de Waldo de los Ríos, un autor y compositor argentino que ya había colaborado en proyectos anteriores de Ibáñez Serrador como Historias para no dormir y que repitió en la siguiente película del realizador, ¿Quién puede matar a un niño? (1976).
Rodada en color, en formato de 35 mm., el director de fotografía fue Manuel Berenguer, que sustituyó a Godofredo Pacheco al poco de comenzar el rodaje. Existen tres versiones de la película: la destinada al mercado de Estados Unidos (94 minutos), la versión estrenada en cines (99 minutos) y la editada en VHS para Australia (105 minutos). Los exteriores de la película se rodaron en el Palacio de Sobrellano de Comillas (Cantabria) y las escenas de interior, fiel adaptación del estilo gótico adoptado por las producciones de Hammer Films, en un plató contiguo a aquel en el que se rodaba simultáneamente Carola de día, Carola de noche protagonizada por Marisol.

## Recepción
La residencia cuenta en general con buenas críticas y opiniones como una historia de suspense y terror gótico bien planteada y resuelta. Fernando Morales, crítico del diario El País, la describe como «original historia (...) hoy día parece algo trasnochada. Pese a todo, encierra elementos de mucho interés.» En Internet Movie Database tiene una puntuación de 7,1 sobre 10 basándose en 1.711 votos. Los usuarios de FilmAffinity España le otorgan una puntuación media de 6,7 sobre 10 basándose en 2.416 votos. Por su parte la web Rotten Tomatoes le otorga una valoración positiva del 65% de sus participantes, encuadrándola en la sección "película de culto".

## Premios
Medallas del Círculo de Escritores Cinematográficos
| Categoría              | Nominados               | Resultado |
| ---------------------- | ----------------------- | --------- |
| Premio Antonio Barbero | Narciso Ibáñez Serrador | Ganador   |

## Enlaces
- La Residencia en Internet Movie Database
- La Residencia en FilmAffinity España
- La Residencia en Rotten Tomatoes
- La Residencia presentación del programa Historia de Nuestro Cine de RTVE

- Datos: Q3772161